# 泰加保險
泰加保險（控股）有限公司，簡稱泰加保險（控股），以及泰加保險（英語：Target Insurance （Holdings）Limited，港交所：6161），在1977年，由黎秉良和趙新庭（兩者為現有董事），於香港（總部）成立「泰加保險有限公司」。
董事會主席為張德熙，首席執行官穆宏烈。泰加保險從事運輸業保險以來，一直為無數公共及私人交通車輛如的士、小巴、私家車、貨車、電單車等提供專業而優質的汽車保險服務。

## 公司發展
泰加保險由始至終專注於汽車保險服務領域，承保全港約60%的士保單，所佔市場毛保費於2010年躍居全港第一，並於近年持續維持本港前三位排名。面對市場上激烈的競爭，泰加保險憑藉其方便、快捷的索賠程序、高效、先進的保險資訊系統及專業且經驗豐富的服務圑隊脫穎而出，贏得廣大顧客的信賴。。

### 港交易所主板上市
泰加控股於2015年1月15日在香港交易所主板上市，股票編號為6161。招股價為1.2至1.8港元，全球配售股份為1.2億股，集資額為2.2億港元。

### 停止接受新保單
2021年10月，泰加保險評估的士保險業務相關風險與回報，決定不再承保從其他公司轉移之新的士保單；11月中，泰加宣布，按保監局指示暫停利潤能力最高的外幣投資業務，同時考慮停止接受現有的士保險客戶續保；至11月底，泰加稱，保監局表示可恢復其外幣投資業務，但前提是按局方相關要求，意味外幣業務未真正恢復，或令其不能維持的士保險業務。
2022年1月，泰加保險有意全面結束的士保險業務，陸續通知業界，表示會在7日通知期後退保，意味不能及時投保新保單的車主將無法營運，以全港1.8萬輛的士計算，估計有近1萬輛受影響。7月15日，保險業監管局向泰加保險提出清盤呈請。
至2022年9月26日，法院頒令泰加保險有限公司清盤。

## 外部連結
- 官方网站
- 泰加保險的Facebook專頁